# Assume Form
Assume Form è il quarto album in studio del cantautore e produttore britannico James Blake, pubblicato il 18 gennaio 2019.

## Tracce
1. Assume Form – 4:49
2. Mile High (feat. Metro Boomin, Travis Scott) – 3:13
3. Tell Them (feat. Metro Boomin, Moses Sumney) – 3:28
4. Into the Red – 4:17
5. Barefoot in the Park (feat. Rosalía) – 3:31
6. Can't Believe the Way We Flow – 4:27
7. Are You in Love? – 3:17
8. Where's the Catch? (feat. André 3000) – 4:36
9. I'll Come Too – 3:42
10. Power On – 4:06
11. Don't Miss It – 4:59
12. Lullaby for My Insomniac – 3:43